# ROC Charleroi-Marchienne
ROC Charleroi-Marchienne – belgijski klub piłkarski z siedzibą w Montignies-sur-Sambre. 

## Historia
Royal Olympic Club de Charleroi-Marchienne został założony w 20 września 1911 jako Caroloregian Lodelinsart Club Olympique. W 1913 roku klub zmienił nazwę na Olympic Club Charleroi. W 1921 klub zmienił nazwę na Olympic Club Caroloregian Lodelinsart, a rok później na Olympic Club de Charleroi. W 1937 roku klub po raz pierwszy w historii awansował do Eerste klasse, zmieniając przy tym nazwę na Royal Olympic Club de Charleroi, w skrócie ROC de Charleroi. Pobyt w belgijskiej ekstraklasie trwał 18 lat. 
W 1947 klub osiągnął największy sukces w historii zdobywając wicemistrzostwo Belgii. W 1955 Olympic opuścił Eerste klase, by po roku do niej wrócić. Drugi pobyt w pierwszej lidze trwał siedem lat. Potem Olympic jeszcze dwukrotnie wracał do ekstraklasy w 1967 i 1975, lecz za każdym razem po roku spadał do drugiej ligi. 
W 1972 klub zmienił nazwę na Royal Olympic Club de Montignies-sur-Sambre, a w 1982 powrócił do starej nazwy. 1 lipca 2000 klub połączył się z Royale Association Marchiennoise Des Sports tworząc Royal Olympic Club de Charleroi-Marchienne. Od początku lat. 80. klub występuje głównie w trzeciej i czwartej lidze. W latach 1996–97 i 2007-09 wracał na krótko do Tweede klasse.

## Sukcesy
- Wicemistrzostwo Belgii: 1947.
- mistrzostwo Tweede klasse: 1974.
- 27 sezonów w Eerste klasse: 1937-1955, 1956-1963, 1967-1968, 1974-1975.

## Nazwy klubu
- Caroloregian Lodelinsart Club Olympique (1911–13)
- Olympic Club Charleroi (1913–21)
- Olympic Club Caroloregian Lodelinsart (1921–22)
- Olympic Club de Charleroi (1922–37)
- Royal Olympic Club de Charleroi (1937–72)
- Royal Olympic Club de Montignies-sur-Sambre (1972-82)
- Royal Olympic Club de Charleroi (1982–2000)
- Royal Olympic Club de Charleroi-Marchienne (2000- ).

## Reprezentanci kraju grający w klubie
| - Alfons Peeters - Toni Brogno - Jacques Duquesne - Henri De Deken - Constant Joacim - Robert Lamoot | - Ferenc Fülöp - Samba Diawara - Grégory Gendrey - Amadou Touré - Samir Beloufa - Kader Camara |

## Trenerzy klubu
- Alex Czerniatynski (2010- )

## Sezony wEerste klasse
| Sezon   | Uzyskane Miejsce |
| ------- | ---------------- |
| 1937-38 | 11               |
| 1938-39 | 3                |
| 1939-40 | 4                |
| 1940-41 | ćwierćfinał      |
| 1941-42 | 4                |
| 1942-43 | 9                |
| 1943-44 | 9                |
| 1944-45 | 8                |
| 1945-46 | 17               |
| 1946-47 | 2                |
| 1947-48 | 6                |
| 1948-49 | 14               |
| 1949-50 | 8                |
| 1950-51 | 9                |
| 1951-52 | 8                |
| 1952-53 | 7                |
| 1953-54 | 9                |
| 1954-55 | 16 (spadek)      |
| 1956-57 | 11               |
| 1957-58 | 11               |
| 1958-59 | 11               |
| 1959-60 | 10               |
| 1960-61 | 13               |
| 1961-62 | 13               |
| 1962-63 | 16 (spadek)      |
| 1967-68 | 16 (spadek)      |
| 1974-75 | 19 (spadek)      |